# Arnaud Lemort
Arnaud Lemort est un comédien, scénariste et réalisateur de cinéma français.

## Biographie
Il débute sur les planches au Café de la gare avec la pièce écrite et jouée Le projet titre provisoire. Il se tourne ensuite vers le stand-up. Il partage alors la scène au Réservoir avec Guillaume Canet et Franck Dubosc. En 1999, il coécrit et met en scène le premier one-man show de ce dernier J'vous ai pas raconté ?, produit par Dominique Farrugia.
De 2001 à 2003, il coanime Le 6/9 d'NRJ avec Bruno Guillon, Philippe Lelièvre, Jonathan Lambert, Manu Payet et Henri Delorme. Il rejoint ensuite la bande à Ruquier sur Europe 1 dans l'émission On va s'gêner ; pour Laurent Ruquier et ses émissions, il écrit plusieurs de ses textes. Pour le producteur Christian Fechner, il participe à l'écriture de deux longs-métrages sortis en 2005 et 2006 puis coécrit le téléfilm Mariage surprise.
En 2007, il met en scène et participe à l'écriture du one-man-show L'homme qui ne dort jamais de Jonathan Lambert. Il est aussi l'auteur des sketches de ce dernier dans l'émission de Laurent Ruquier On n'est pas couché. Il travaille ensuite sur l'écriture et la mise en scène des spectacles de Michael Gregorio, produit par Laurent Ruquier.
En 2009, il écrit et réalise avec Dominique Farrugia, également producteur, le long-métrage L'amour c'est mieux à deux, sur base d'un scénario à l'origine écrit avec Franck Dubosc (L’homme qui murmurait à l’oreille des femmes). Outre Virginie Efira et Clovis Cornillac, il dirige ses complices Manu Payet et Jonathan Lambert. Le film réalise un joli succès avec plus d'un million de spectateurs en France.
De 2016 à 2018, il est auteur pour Les Guignols aux côtés de Nans Delgado et Frédéric Hazan.
Il réalise avec Christian Clavier les films, Ibiza (2019) et Jamais sans mon psy (2024).

## Filmographie

### Scénariste
- 2005 : L'Antidote - long-métrage de Vincent de Brus avec Christian Clavier, Jacques Villeret
- 2006 : L'Entente cordiale - long-métrage de Vincent de Brus avec Christian Clavier, Daniel Auteuil
- 2007 : Mariage surprise - téléfilm de Arnaud Sélignac écrit avec Serge Hazanavicius et Axelle Laffont
- 2010 : L'amour, c'est mieux à deux
- 2012 : Dépression et des potes
- 2019 : Ibiza
- 2024 : Jamais sans mon psy

### Réalisateur
- 2010 : L'amour c'est mieux à deux - long-métrage réalisé avec Dominique Farrugia
- 2012 : Dépression et des potes
- 2019 : Ibiza
- 2024 : Jamais sans mon psy

### Acteur
- 1990 : La Tendresse de l'araignée - épisode de la série V comme vengeance
- 1995 : Les dessous des cartes - épisode de la série Les Cinq Dernières Minutes

## Théâtre et one-man-shows
- 1999 : J'vous ai pas raconté ? avec Franck Dubosc, mise en scène et écriture
- 2003 : Givré ? avec Philippe Lelièvre, mise en scène et écriture
- 2006 : La Sœur de Jerry King de Jack Neary avec Arthur Jugnot, mise en scène, Théâtre des Mathurins
- 2007 : Dressing Room de Karine Ambrosio, mise en scène et écriture
- 2007 : L'homme qui ne dort jamais de Jonathan Lambert, mise en scène et écriture
- 2008 : Michael Gregorio J'aurais voulu être un chanteur, mise en scène et écriture
- 2009 : Michael Gregorio pirate les chanteurs, mise en scène et écriture
- 2012 - 2015 Michael Gregorio En ConcertS, Bataclan, Trianon, Théâtre du Châtelet, Olympia et en tournée dans les plus grandes salles de France, mise en scène et écriture
- 2016 : Michael Gregorio J'ai 10 ans ! en tournée dans les Zéniths et le 16 décembre 2016 à l'Accor Arena, mise en scène et écriture
- 2022-2024: RévélationS, une pièce de JE Bielle. Daniel Russo, Véronique Genest, Théâtre de Passy, mise en scène.
- 2020-2025: Michael Grégorio "L'Odyssée de la voix" Paris-Olympia-Folies Bergères, tournée des Zénith. Mise en scène et écriture